# La convocazione
La convocazione (The Summons) è un romanzo del 2002 di genere giallo giudiziario di John Grisham.

## Trama
Ray Atlee, docente di legge all'università della Virginia, riceve dal padre, noto giudice ormai morente, una convocazione insieme al fratello Forrest: in vista della propria morte il vecchio vuole discutere del suo testamento. Arrivato alla casa del padre Ray però lo troverà morto con accanto una dose di morfina. Letto il testamento del padre Ray troverà che nello stesso non si fa menzione di tre milioni di dollari in contanti che aveva trovato nella residenza del padre. Il mistero legato a quel denaro coinvolgerà Ray in una serie di eventi che lo porteranno a vivere un vero e proprio incubo.

## Edizioni
- John Grisham, La convocazione, traduzione di Tullio Dobner, collana Oscar bestsellers, Arnoldo Mondadori, ottobre 2003,  p. 322, ISBN 88-04-51988-6.